# 五加
五加（学名：Eleutherococcus gracilistylus）为五加科五加属的植物。

## 形态
灌木；掌状复叶，在长枝上互生，短枝上簇生；小叶常为5枚；夏季开黄绿色花，伞形花序；黑色球形核果。

## 分布
五加主要产于中国的中部、东部、南部和西南部，生长于海拔155米至3,000米的地区，常生于山坡路旁、灌木丛、林缘或村落中。

## 别名
白簕树（广东土名）、五叶路刺、白刺尖（四川土名）、五叶木（新本草纲目）

## 变种
- 大叶五加（学名：Eleutherococcus gracilistylus var. major）为五加科五加属五加的变种。分布在中国大陆的浙江、安徽等地，多生长于村落屋旁。
- 糙毛五加（学名：Eleutherococcus gracilistylus var. nodiflorus）是五加科五加属五加的变种。分布于中国大陆的广西、广东、湖南、江西等地，多生长在山坡路旁或林缘。
- 短毛五加（学名：Eleutherococcus gracilistylus var. pubescens）是五加科五加属五加的变种。分布于中国大陆的四川、陕西、贵州、湖南、湖北等地，生长于海拔650米至2,000米的地区，多生长于灌木丛林和山坡路旁。
- 柔毛五加（学名：Eleutherococcus gracilistylus var. villosulus）是五加科五加属五加的变种。分布于中国大陆的湖南、陕西、四川等地，多生长在山坡路旁以及灌木丛林中。

## 药用

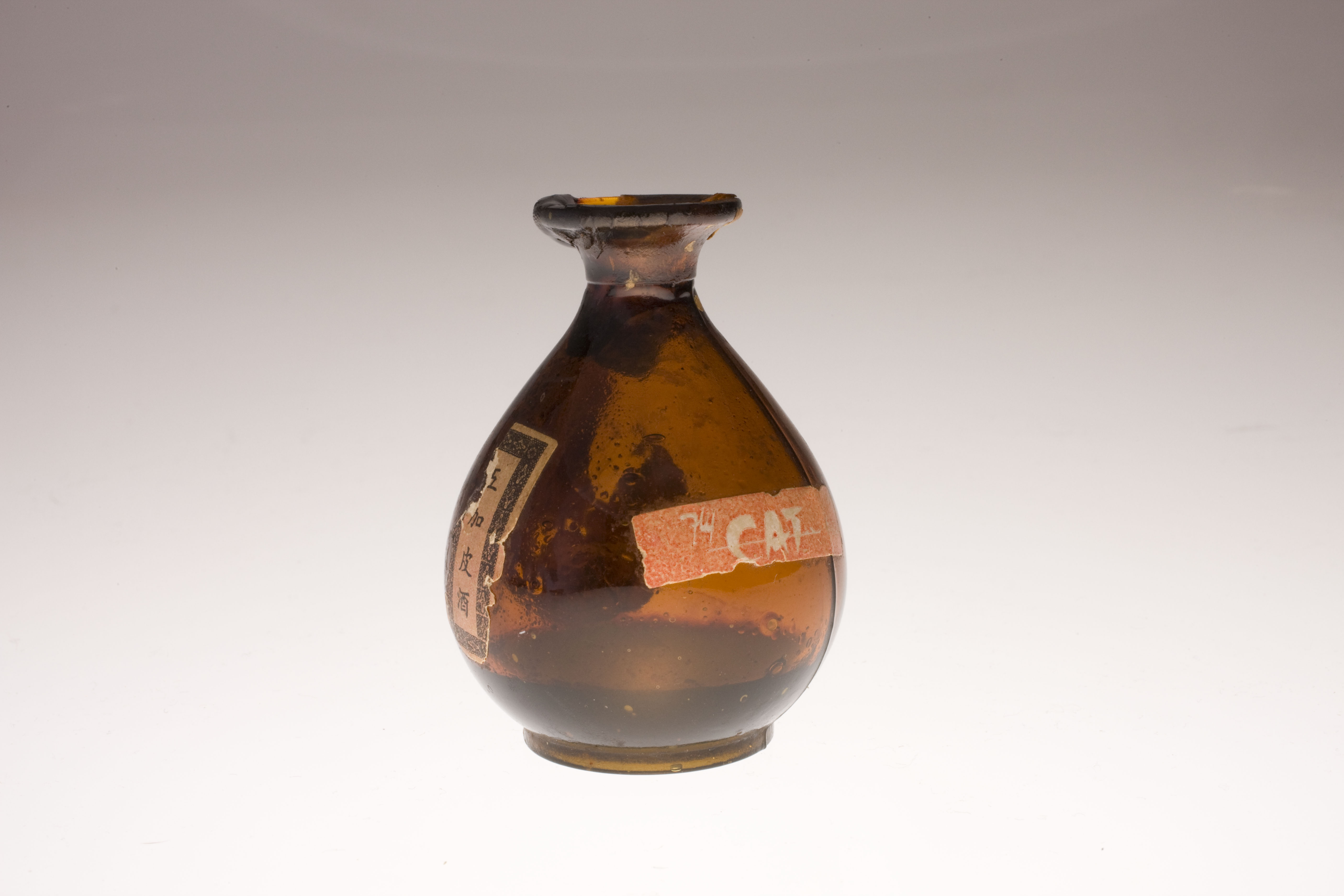
民航空運公司五加皮酒樽

五加根皮入药，称五加皮，又稱作南五加、木骨、五佳、文章草、追風使、金鹽、五花、豺漆。五加皮为五加科落叶小灌木细柱五加和无梗五加干燥的根皮。又名白刺、目骨、追风使、南五加皮等。主产于湖北、湖南、河南、安徽、四川、浙江等地。中药五加皮具有祛风湿，补肝肾，强筋骨等功效。《本草纲目》中记载：“补中益气、治风湿痿痹、壮筋骨。”现代研究，本品还具有抗肿瘤、抗疲劳、降低全血粘度、防止动脉粥样硬化形成等作用。五加皮使用方便，煎汤、入丸、散或浸五加皮酒均可，但阴虚火旺者慎用。
五加皮还是五加皮酒的简称，在广东地区通常将五加皮酒简称为五加皮，因为虽生产五加皮酒地区众多，但以广州产的最富盛名，岭南一带有“祛湿老友记，广州五加皮”的说法。

## 延伸阅读
[在维基数据编辑]
 《欽定古今圖書集成·博物彙編·草木典·五加部》，出自陈梦雷《古今圖書集成》
 《植物名實圖考·五加皮》，出自吳其濬《植物名實圖考》